# アンコ・ヤンセン
アンコ・ヤンセン（Anco Jansen、1989年3月9日 - ）は、オランダ・ズヴォレ出身の元サッカー選手。現役時代のポジションはFW。

## 経歴
地元のクラブであるPECズヴォレでプロデビューを果たし、SCカンブール・レーワルデン、SCフェーンダムへと在籍した後、
2012年1月8日、デ・フラーフスハップに移籍し、2年目の2012-13シーズン、2部で29試合出場21得点を決めたが、クラブの1部昇格までわずかに及ばなかった。